# Tatort: Nicht jugendfrei
Nicht jugendfrei ist ein Fernsehfilm aus der Krimireihe Tatort. Der vom Bayerischen Rundfunk unter der Regie von Thomas Jauch produzierte Beitrag ist die 578. Tatort-Episode und wurde am 7. November 2004 im Ersten Programm der ARD erstgesendet. Das Münchner Ermittlerduo Batic und Leitmayr ermittelt in seinem 38. Fall.

## Handlung
Der Rentner Willy Tindle ist zusammen mit seinen ebenso betagten Freunden Adi Zeitler und Cynthia Lademaker auf dem Weg zur Apotheke. Dort findet er den alten Apotheker Karl Kreuzer tot am Schreibtisch und kann den vermeintlichen Täter noch sehen, aber auf seiner Flucht nicht aufhalten. Die fidele Rentnergruppe gibt bei der Polizei ihre Personalien an und begibt sich weiter zu einem Beerdigungstermin.
Die Münchner Kriminalhauptkommissare Ivo Batic und Franz Leitmayr müssen Helga Müller, der guten Seele der Apotheke, den Tod ihres Chefs mitteilen. Seltsamerweise wurde Karl Kreuzer mit einem Kaffeelöffel erstochen, den ihm der Täter ins Ohr gerammt hat, und die Ermittler finden ein Versteck illegaler Drogen. Auch kann die Polizei Fingerabdrücke am Tatort sichern, die zu Benny Marien führen. Dieser ist als Kleinkrimineller bereits aktenkundig, und die Kommissare befragen zunächst dessen Mutter, die sich jedoch aufgrund seiner kriminellen Geschäfte und seiner Drogenabhängigkeit von ihm losgesagt hatte und den Ermittlern nicht weiterhelfen kann. Anschließend suchen sie die Zeugen des Überfalls in ihrer Seniorenresidenz auf. Diese geben an, Stammkunden des Apothekers gewesen zu sein. Was Batic und Leitmayr so nach und nach erfahren: Das lebenslustige Rentnertrio hat sich von Kreuzer mit allerlei Drogen versorgen lassen, mit denen sie sich ihr Älterwerden etwas erträglicher gemacht haben. Als sie von den Rentnern zu Kaffee und Keksen eingeladen werden, merken sie erst viel später, dass sie dabei mit Haschkeksen versorgt wurden. So recherchieren sie über die drei und stellen schnell fest, dass diese sich bei ihrer Einkommenssituation die noble Senioren-WG eigentlich gar nicht leisten können, und vermuten, dass sie aktiv über den Drogenhandel ihr heutiges Lebensniveau finanziert haben. 
Kurzfristig gerät ins Visier von Batic und Leitmayr der Kaffeevertrieb von Arnold Gecko, der bei der Drogenfahndung schon länger unter Beobachtung steht. Doch die Umstände um das Rentnertrio werden immer verzwickter, sodass die Ermittler es für möglich halten, dass sie am Tod des vor kurzem verstorbenen Max Lademaker nicht ganz unschuldig sind. Sie selber halten sich aufgrund ihres hohen Alters für haftunfähig, was sie als Freibrief für so manche Gaunereien sehen. Da Willy Tindle dem toten Apotheker die Brieftasche entwendet hat, befürchtet er, dass die Polizei ihn für den Mörder halten könnte. Bei einem Spaziergang in der Stadt rempelt er einen Passanten an, um diesem fingerfertig das Portemonnaie zu stehlen. Auch entwendet er Leitmayr sein Portemonnaie, muss es aber später diesem zurückgeben.
Inzwischen gelingt es Carlo Menzinger, den gesuchten Benny Marien festzunehmen. Bei seiner Vernehmung gibt dieser an, dass er den Apotheker ursprünglich überfallen wollte. Der sei ihm aber zuvorgekommen, er habe ihn mit einem Spray außer Gefecht gesetzt und dann in der Toilette eingesperrt. Von dort habe er einen Streit mitbekommen zwischen Karl Kreuzer und einer Frau. Die Ermittler nehmen zunächst an, dass es sich dabei um Dr. Margit Schröder, der Hausärztin der Seniorenresidenz, gehandelt hat, doch es stellt sich heraus, dass die Angestellte Helga Müller sich mit Kreuzer gestritten hat. Seit Jahren war sie verliebt in den alleinstehenden Herrn, und als sie erfahren hatte, dass er sich ohne sie auf die indonesische Insel Bali begeben wollte, um dort seinen Lebensabend zu verbringen, hat sie im Affekt mit ihrer sehr kompakten Handtasche auf ihn eingeschlagen. Da er sich gerade mit dem Löffel im Ohr gekratzt hatte, kam es zu dem Unglücksfall.

## Trivia
Carlo Menzinger hat sich von seiner überlangen Haarpracht getrennt und trägt sehr kurz geschnittene Haare. In der Kombination Eva Pflug/Dietmar Schönherr wurden diese beiden Schauspieler bereits 1965 in der deutschen Science-Fiction-Fernsehserie Raumpatrouille bundesweit bekannt. Eben eine dieser Folgen läuft im Fernsehen im Seniorenheim, als Batic und Leitmayr Zeugen befragen wollen. Außerdem stehen sie dort ihren – alten – Alter Egos gegenüber.

## Rezeption

### Einschaltquoten
Die Erstausstrahlung von Nicht jugendfrei am 7. November 2004 wurde in Deutschland von 7,87 Millionen Zuschauern gesehen und erreichte einen Marktanteil von 21,7 % für Das Erste.

### Kritiken
Die Kritiker der Fernsehzeitschrift TV Spielfilm meinen: „Provokant witzige Story mit der Botschaft: freie Drogen für Senioren.“ [Fazit:] „Der ultimative Beitrag zur Sterbehilfedebatte.“